# 陽明山戰鬥
陽明山戰鬥發生開始於1934年8月21日，地點則是在中國湖南陽明山。是第一次国共内战主要戰鬥之一。該戰鬥交戰一方為中華民國國民革命軍，另一方則為中國共產黨所領導之中國工農紅軍红六军团。26日，红六军团离开双牌县阳明山，攻下祁阳县白果镇。